# 패티 다밴빌
패티 다밴빌(Patricia D'Arbanville, 1951년 6월 25일 ~ )은 미국의 배우, 텔레비전 배우, 영화배우, 모델이다.

## 방송
- 타게트 걸
- 와이즈가이

## 영화
- 맨슨 걸스 (2015년) - 진 쿠퍼 역
- 엑스트라 맨 (2010년)
- 굿모닝 에브리원 (2010년) - 벡키의 엄마 역
- 해피 티어스 (2009년)
- 위험한 소유 (2007년)
- 퍼펙트 스트레인저 (2007년) - 에스머랠다 역
- 월드 트레이드 센터 (2006년) - 도나의 이웃 역
- 레스큐 미 시즌1 (2004년)
- 퍼스널 벨로시티 (2002년) - 셀리아 역
- 셀러브리티 (1998년)
- 킬러 페이스 (1997년)
- 나는 네가 지난 여름에 한 일을 알고 있다 (1997년)
- 파더스 데이 (1997년) - 셜리 역
- 더 팬 (1996년) - 엘렌 리나드 역
- 블라인드 스팟 (1993년)
- 누명 2 (1993년)
- 타게트 걸 (1993년)
- 폭설 (1990년)
- 블루스 브라더스 2 (1989년)
- 콜 미 (1988년)
- 와이즈가이 (1987년)
- 반항 (1986년)
- 21세기 두뇌 게임 (1985년)
- 사랑 대소동 (1981년)
- 호그 와일드 (1980년)
- 미래의 추적자 (1979년)
- 메인 이벤트 (1979년) - 도나 역
- 5층 (1978년)
- 빅 웬즈데이 (1978년)
- 빌리티스 (1977년)
- 가딩 라이트 (1952년)